# Pachetra britannica
Pachetra britannica är en fjärilsart som beskrevs av Turner 1933. Pachetra britannica ingår i släktet Pachetra och familjen nattflyn. Inga underarter finns listade i Catalogue of Life.